# Howie Day

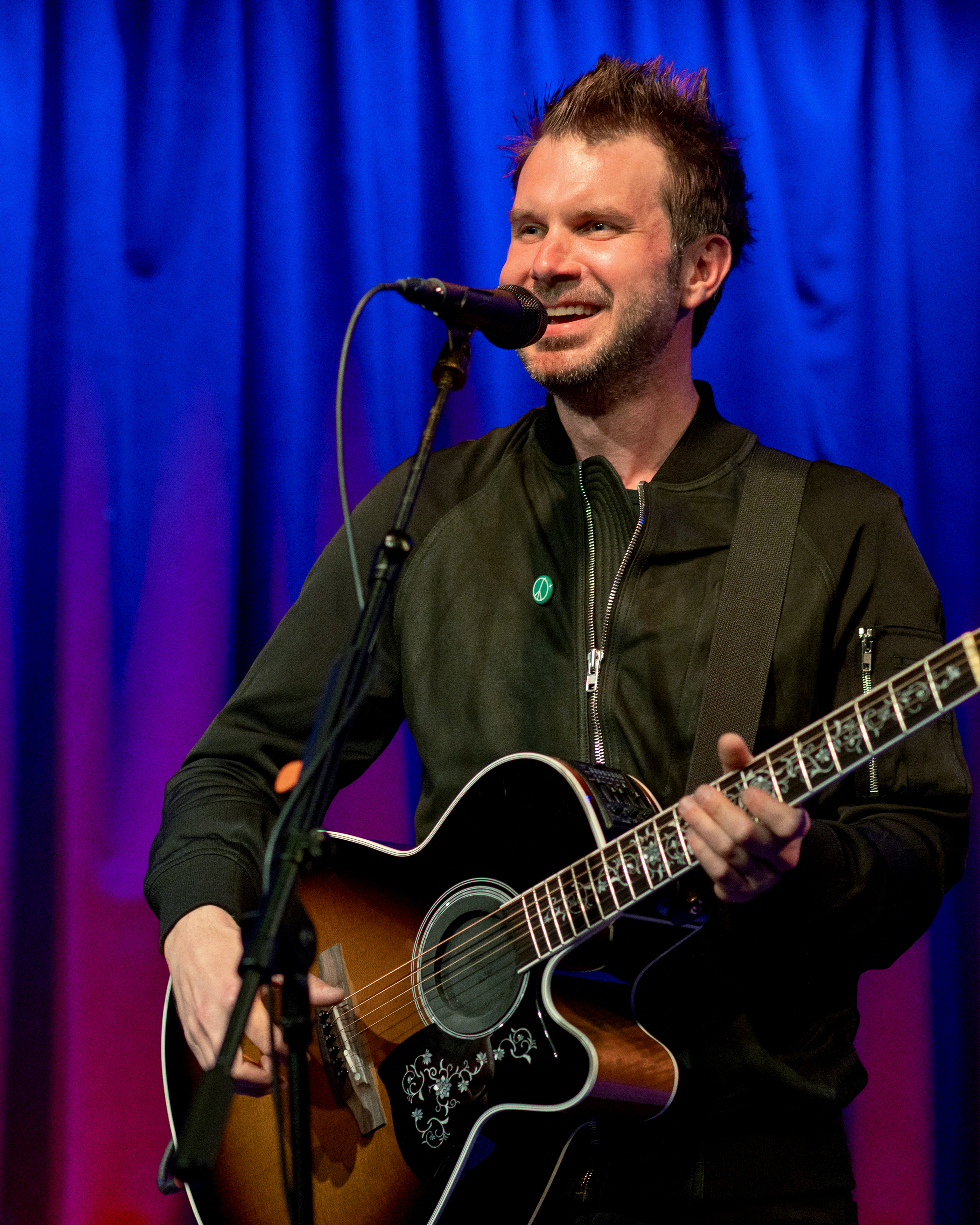
Howie Day, 2023

Howie Day (* 15. Januar 1981 in Bangor, Maine) ist ein US-amerikanischer Sänger und Songwriter.

## Karriere
Howie Day wurde beeinflusst von Künstlern wie Richard Ashcroft, Jeff Buckley, U2, Radiohead und Dave Matthews. Mit 15 Jahren hatte er seinen ersten Auftritt. Zunächst spielte er Coversongs, später begann er eigene Songs zu schreiben und sang sie live vor Publikum. Er spielt Gitarre, singt und nimmt Samples mit einem Effektgerät (line-6) auf.
Unter dem Titel Australia brachte er im Jahr 2000 sein erstes Album heraus. Die Aufnahmen finanzierte er selbst und veröffentlichte sie beim Indie-Label Daze Records.
Im Jahr 2003 folgte das zweite Album unter dem Titel Stop All the World Now. Erstmals feierte Howie Day auch einen Charterfolg mit der Single Collide, die sich wochenlang in den US Top 25 hielt und diverse Auszeichnungen von Radio-Sendern erhielt. Außerdem wurde der Song auch in der TV-Sitcom Scrubs – Die Anfänger bei Ghost Whisperer sowie bei Emergency Room – Die Notaufnahme gespielt. Der Titel ist auch auf dem Scrubs-Soundtrack enthalten.

## Diskografie

### Studioalben
- 2000: Australia
- 2001: The Madrigals E.P.
- 2003: Stop All The World Now
- 2009: Sound the Alarm
- 2011: Ceasefire E.P.

### Soundtracks
- 2002: I Am Sam – Help
- 2005: The Perfect Man – Collide
- Scrubs-Soundtrack
- 2006: The Bridge – End of our days
- 2008: Ghost Whisperer – Stimmen aus dem Jenseits
- Bones – Die Knochenjägerin

### Singles
- 2005: Collide (UK: Silber)

## Auszeichnungen für Musikverkäufe
| Platin-Schallplatte - Neuseeland - 2023: für die Single Collide |

Anmerkung: Auszeichnungen in Ländern aus den Charttabellen bzw. Chartboxen sind in ebendiesen zu finden.
| Land/RegionAuszeichnungen für Musikverkäufe (Land/Region, Auszeichnungen, Verkäufe, Quellen) | Silber  | Gold | Platin     | Verkäufe  | Quellen          |
| -------------------------------------------------------------------------------------------- | ------- | ---- | ---------- | --------- | ---------------- |
| Neuseeland (RMNZ)                                                                            | —       | —    | Platin1    | 30.000    | radioscope.co.nz |
| Vereinigte Staaten (RIAA)                                                                    | —       | —    | 5× Platin5 | 5.000.000 | riaa.com         |
| Vereinigtes Königreich (BPI)                                                                 | Silber1 | —    | —          | 200.000   | bpi.co.uk        |
| Insgesamt                                                                                    | Silber1 | —    | 6× Platin6 |           |                  |